# Туркестанский таракан
Туркестанский таракан, или среднеазиатский таракан (лат. Periplaneta lateralis) — вид тараканов из семейства Blattidae. Ранее вид относили к родам Blatta и Shelfordella. Распространён от Северной Африки до Кашмира. Используется в качестве корма для экзотических питомцев.

## Описание

### Имаго
Самцы стройные, рыжевато-жёлтой окраски. Достигают длины 19—23 мм. Голова жёлтая, на темени буровато-жёлтая, между глаз бурая или буровато-чёрная. Межглазная область наклонена под тупым углом ко лбу, книзу резко сужается. Глазки очень крупные, жёлтые, слегка вдавленные, в нижней части сильно сближенные. Лицо желтоватое. Переднеспинка трапециевидная, с прямым передним краем и сильно расходящимися назад боковыми сторонами. Диск желтовато-рыжий с непрозрачной жёлтой каймой по бокам и спереди и двумя косыми боковыми вдавлениями в задней половине, которые ограничивают выпуклые задне-боковые части диска над основанием надкрылий. Надкрылья заходят за вершину брюшка, довольно узкие, полупросвечивающие, рыжевато-жёлтого цвета. Длина надкрылий 21—23,5 мм. Костальное поле беловато-жёлтое, непрозрачное. Крылья прозрачные, вершина того же цвета, что и надкрылья, а остальная часть бесцветна. Ноги стройные, цвета тела. Анальная пластинка сильно выступающая. Церки длинные, с умеренно оттянутой вершиной.
Самки смоляно-бурые, иногда почти чёрные, блестящие. Длина тела 22—25 мм. Голова с выпуклым теменем. Глазки очень маленькие, широко расставленные. Переднеспинка почти треугольная, одноцветная, иногда немного более светлая, чем остальная часть тела. Диск гладкий, без боковых косых вдавлений. Надкрылья сильно укороченные, чешуевидные, заметно суживающиеся к вершине, едва достигают заднего края заднеспинки. Цвет смоляно-бурый, но в костальном поле имеется жёлтая полоса, заостряющаяся к вершине. Крылья в виде едва выступающих из-под надкрылий маленьких лопастей с хорошо выраженными жилками. Ноги светлее тела, в особенности первая пара, более короткие, чем у самцов. Брюшко одноцветное или с округлыми жёлтыми пятнами по бокам тергитов.

### Личинки

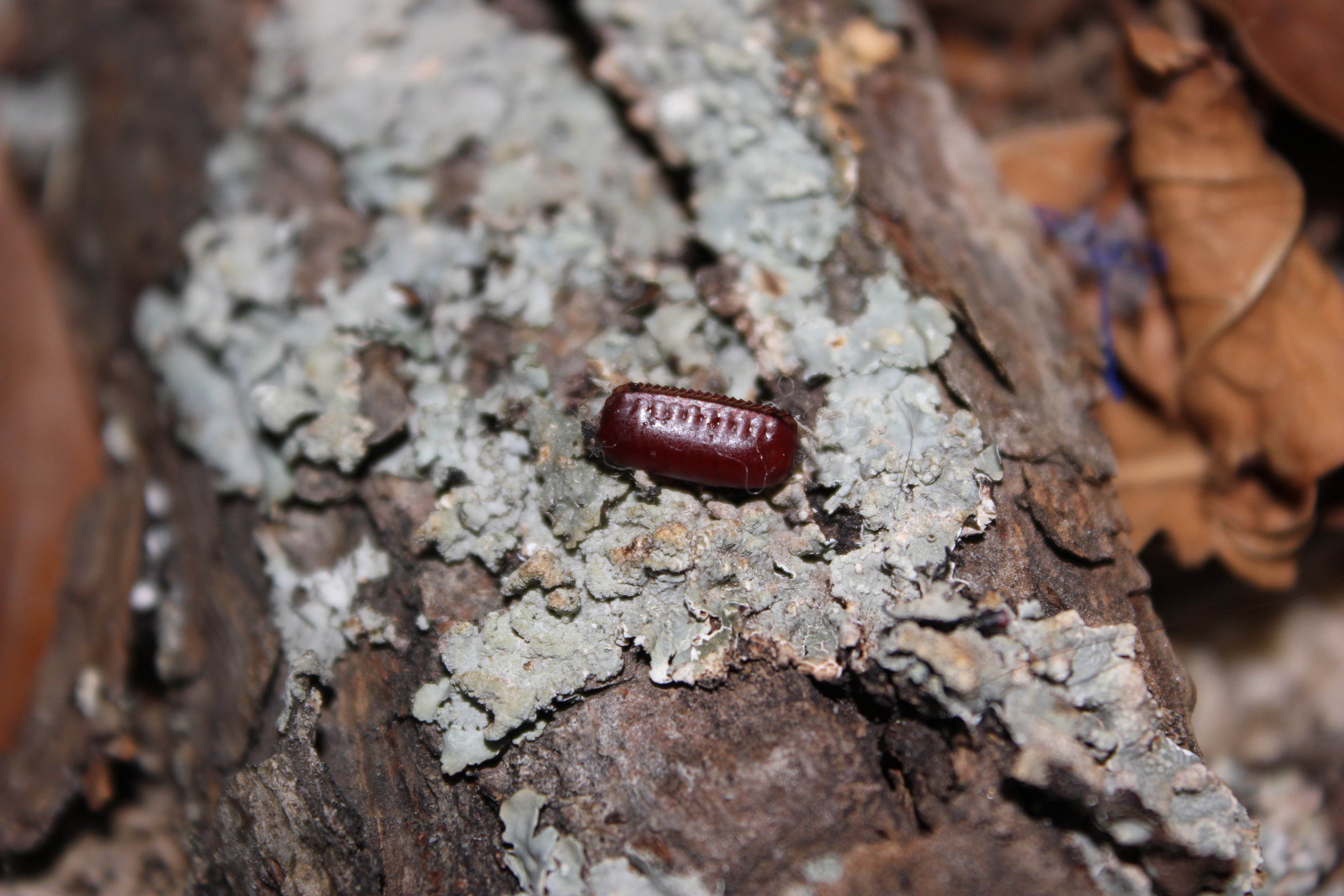
Оотека туркестанского таракана

Личинки младших возрастов буровато-жёлтые, а старших — каштаново-бурые. По бокам брюшка сверху у них часто имеются округлые желтоватые пятна. Передняя часть тела более светлая. Ноги желтоватые.

## Распространение
Населяют Северную Африку, Судан, Палестину, Саудовскую Аравию, Объединённые Арабские Эмираты, Ирак, Иран, Кавказ, Центральную Азию и Кашмир. Интродуцированы в Мексику и США. В России находки туркестанского таракана известны с конца XX в. в Твери и Иркутске. Позднее были выявлены синантропные популяции этого вида ещё в 15 городах, в том числе вне построек — в Сочи.

## Отношения с человеком
В местах своего обитания часто встречается в домах с глиняными полами. Может иметь эпидемиологическое значение.
В связи с неприхотливостью, высокой плодовитостью и неспособностью карабкаться по вертикальным стеклянным поверхностям часто содержится как кормовое насекомое.